# Vlag van Emst

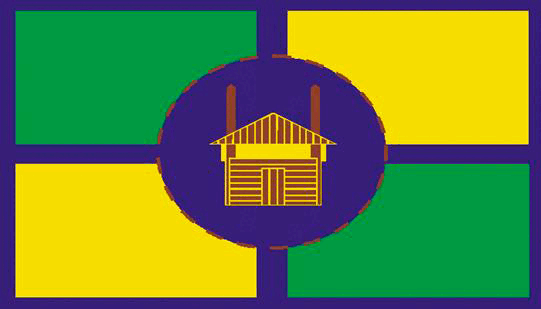
Dorpsvlag Emst

De vlag van Emst werd in 2000 door het Nederlandse dorp Emst in gebruik genomen en tot stand gekomen na het houden van een ontwerpwedstrijd. De vlag is ontworpen door meneer Vijge. De vlag kan als volgt worden beschreven:
Verdeeld in 4 kwartieren: linksboven en rechtsonder groen, rechtsboven en linksonder geel, gescheiden door een blauwe baan, in het midden een blauw rond veld, waarin een geel/bruine hooiberg is afgebeeld.
De cirkelvorm houdt de centrale ligging van Emst in, in het geheel van de gemeente Epe. Het houten hooischuurtje geeft de plattelandsligging weer. De vakverdeling wijst op de vier dorpen binnen de gemeente: Epe, Oene, Emst en Vaassen. De kleur groen symboliseert op Nationaal Park Veluwezoom. De kleur bruin symboliseert de aanwezige houtsoorten. De kleur geel symboliseert de Veluwse zandgrond en het koren en het geeft een zonnige uitstraling. De kleur blauw symboliseert het water: beekjes, kanalen, weteringen, meren.
Acquoy
· Beekbergen-Lieren
· Beemte Broekland
· Bemmel
· Bennekom
· Bredevoort
· Deil
· Doornenburg
· Ederveen
· Elden
· Emst
· Enspijk
· Epse
· Gameren
· Gellicum
· Groenlo
· Harskamp
· Herwijnen
· Heukelum
· Heveadorp
· Hoenderloo
· Kerkdriel
· Klarenbeek
· Kootwijkerbroek
· Laag-Keppel
· Lathum
· Leuvenum
· Loenen
· Loil
· Meteren
· Netterden
· Oosterhuizen
· Radio Kootwijk
· Rumpt
· Schaarsbergen
· Spijk
· Stroe
· Teuge
· Uddel
· Ugchelen
· Vaassen
· Vierhouten
· Voorthuizen
· Vredenburg/Kronenburg